# Radvánszky Albert (koronaőr)
Báró radványi és sajókazai Radvánszky Albert (Pusztavarsány, 1880. szeptember 11. – Budapest, 1963. február 5.) nagybirtokos, a Felsőház alelnöke, koronaőr, a Magyarországi Evangélikus Egyház egyetemes egyházi és iskolai felügyelője.

## Életpályája
Radvánszky János báró zólyomi főispán és Radvánszky Sarolta gyermekeként született. Középiskoláit Besztercebányán és Budapesten végezte az utolsó két évet kivéve végig magántanulóként. Érettségi vizsgája után a Budapesti Egyetemre iratkozott be, ahol jogi államvizsgát tett. Ezután a Magyaróvári Királyi Gazdasági Akadémia hallgatója volt.
Saját birtokain való gazdálkodásán kívül folyamatosan részt vett a közéletben is. Több szervezetnek vezetőségi tagja volt, sokat tett karitatív téren is, tagja volt a Vöröskereszt és az Országos Gyermekvédő Liga igazgatóságának. Az első világháború alatt a Vöröskereszt főmegbizottja volt az olasz fronton működő parancsnokságnál, majd a hadigondozók besztercebányai miniszteri biztosa volt. Ezen kívül az evangélikus egyházban is sokat tett. 1906-tól a galgagyörki egyházközség, majd a pesti magyar egyházközség felügyelője volt. Később a budapesti egyházmegye élén töltött be hasonló tisztet. Elnöke volt az Egyetemes Gyámintézetnek valamint az evangélikus egyház irodalmi társaságának, a Magyar Luther Társaságnak. 1923-ban érte el az egyházban betöltött legmagasabb pozícióját a magyarhoni ágostai hitvallású evangélikus egyház egyetemes egyházi és iskolai felügyelőjeként.
Az első világháború előtt a Szabadelvű Párt, később a Nemzeti Munkapárt tagja volt. 1905-től a főrendiház tagja, majd jegyzője volt. Később a Felsőház megszervezése után annak tagja, majd 1935-től alelnöke volt. A Magyar Nemzeti Bank főtanácsosa, a Hazai Általános Biztosító elnöke, az Első Magyar Általános Biztosító Társaság, az Országos Földhitelintézet, a Pesti Hazai Első Takarékpénztár és további ipari vállalatok igazgatósági tagja volt.